# 喬木村立椋鳩十記念図書館
喬木村立椋鳩十記念図書館（たかぎそんりつむくはとじゅうきねんとしょかん）は、長野県下伊那郡喬木村にある、公立図書館。喬木村出身の児童文学者である椋鳩十を顕彰する喬木村椋鳩十記念館（たかぎむらむくはとじゅうきねんかん）を併設する。
椋の言葉である「活字の林をさまよい思考の泉のほとりにたたずむ」を図書館・記念館の運営の基本方針に掲げ、椋の精神や彼の作品を通して地域と連携し、生涯学習の場となることを目指している。また椋が動物好きで動物に関する文学作品を数多く発表したことにちなみ、図書館に迷い込んだネコを「猫館長」に任命している。

## 歴史
記念図書館の開館するまでは、公民館図書室が図書館の役割を担っていた。図書室運営を担当した公民館図書部は、椋鳩十の作品をはじめとする読書活動を村民に対して展開し、読書意欲を高めた。こうした図書部の活動や村民の読書への思いが記念図書館の設置へつながり、その運営に引き継がれることとなった。
そしてふるさと創生事業で1億円が日本国から交付された際に、喬木村は使途に関する村民アンケートを実施し、その回答で椋鳩十の顕彰施設を求める声が多かったことから、図書館と記念館を併設した施設として1992年（平成4年）8月9日に開館した。また館内に村民の文化活動の発表の場として「村民ギャラリー」が、屋外にはふれ愛散策路が整備された。1996年（平成8年）時点の蔵書数は36,353冊でうち19,952冊を児童書が占めていた。また同時点で椋鳩十関係資料338点を所蔵していた。
2004年（平成16年）11月から12月にかけて、椋の生誕100周年を記念して「椋鳩十の生い立ち写真展」を開催した。2016年（平成28年）4月1日には、同年1月下旬に図書館の駐車場で保護された迷子のネコ「ムクニャン」が正式に猫館長に就任した。

## 記念図書館
蔵書は児童文学者である椋鳩十にちなんで児童書を中心としており、椋に関する文学資料の収集も行っている。
- 開館時間：10時から18時まで
  - ただし金曜日は20時まで、土日は17時まで。
  - 入館は閉館30分前まで。
- 休館日：月曜日、第1火曜日、祝日、蔵書整理休館（9月中旬）、年末年始
- 貸出可能冊数：5冊まで
- 貸出可能期間：2週間

南信州図書館ネットワークに加盟しており、周辺市町村（飯田市・松川町・高森町・豊丘村）の図書館の資料の貸出しや返却が可能である。

## 記念館
椋鳩十に関して、椋の児童文学、動物などの研究成果など8つに分けて展示を行っている。『少年倶楽部』掲載作品や『片耳の大鹿』、『マヤの一生』、『モモちゃんとあかね』、椋夫人から寄贈された、晩年の作品である『森の少女』の元原稿などを展示するほか、写真、解説パネル、映像を使った展示が行われている。
開館時間と休館日は記念図書館と共通であるが、金曜日の延長開館は行っていない。記念館のみ大人200円、子供100円の入館料を徴収している。なお村民は入館料が無料となる。

## 猫館長
2016年（平成28年）1月の雪の降ったある日、駐車場で推定3歳の茶トラのオス猫が職員に保護された。図書館では飼い主を探したものの見つからず、子供らの要望を受けて同年4月1日に猫館長に就任した。
猫館長に就任した猫は、椋鳩十にちなんで「ムクニャン」と命名された。ムクニャンは、夜間は記念図書館長宅で飼われ、朝に記念図書館長とともに出勤し、日中は軒下の段ボール小屋で眠ったり、来館者について歩いたりして過ごしている。また猫館長として出迎えや見送りを行う。記念図書館では、ムクニャンの効果で2016年（平成28年）3月の入館者が前年同月の2倍となる120人に達した。

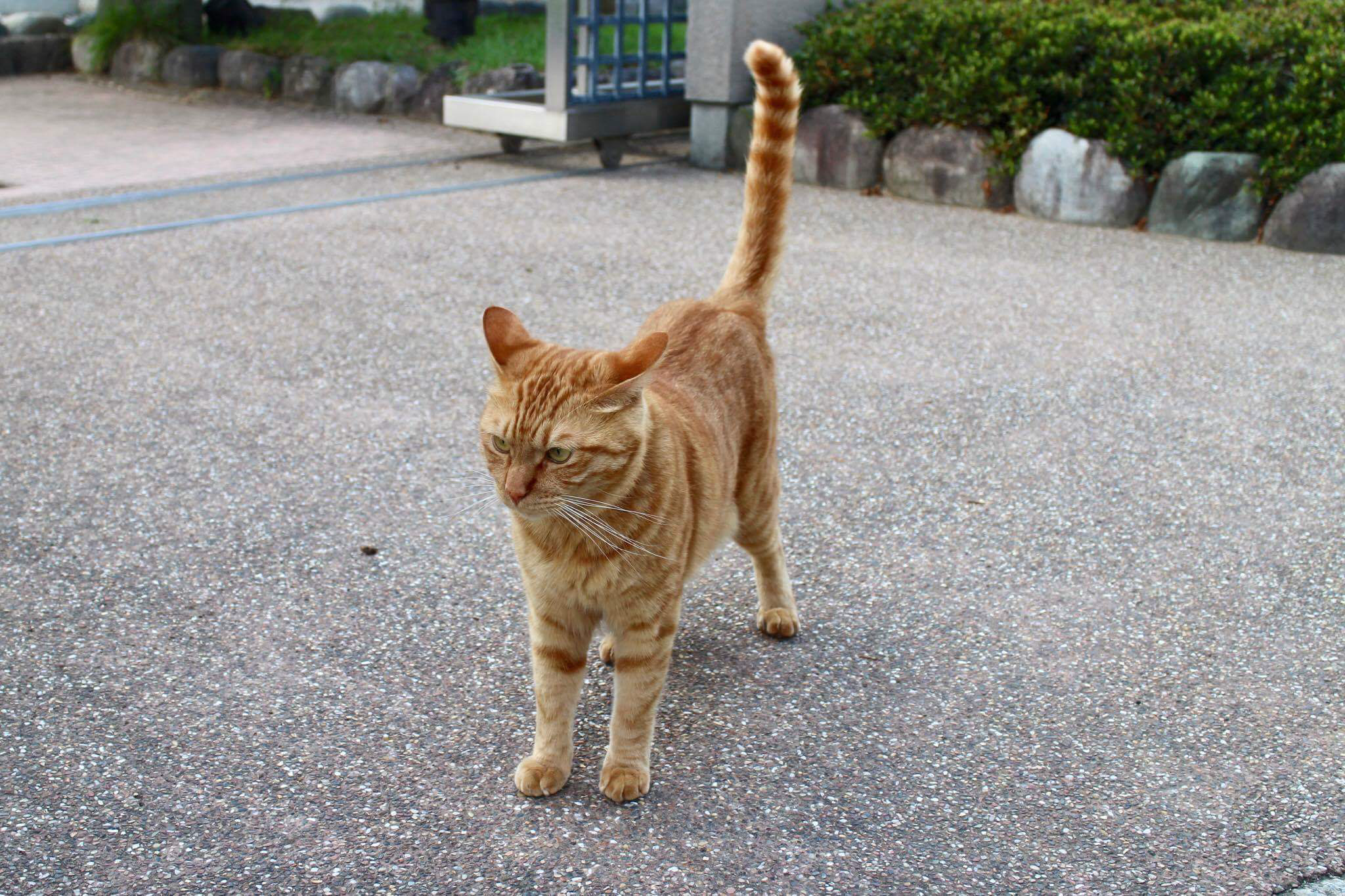
猫館長ことムクニャン
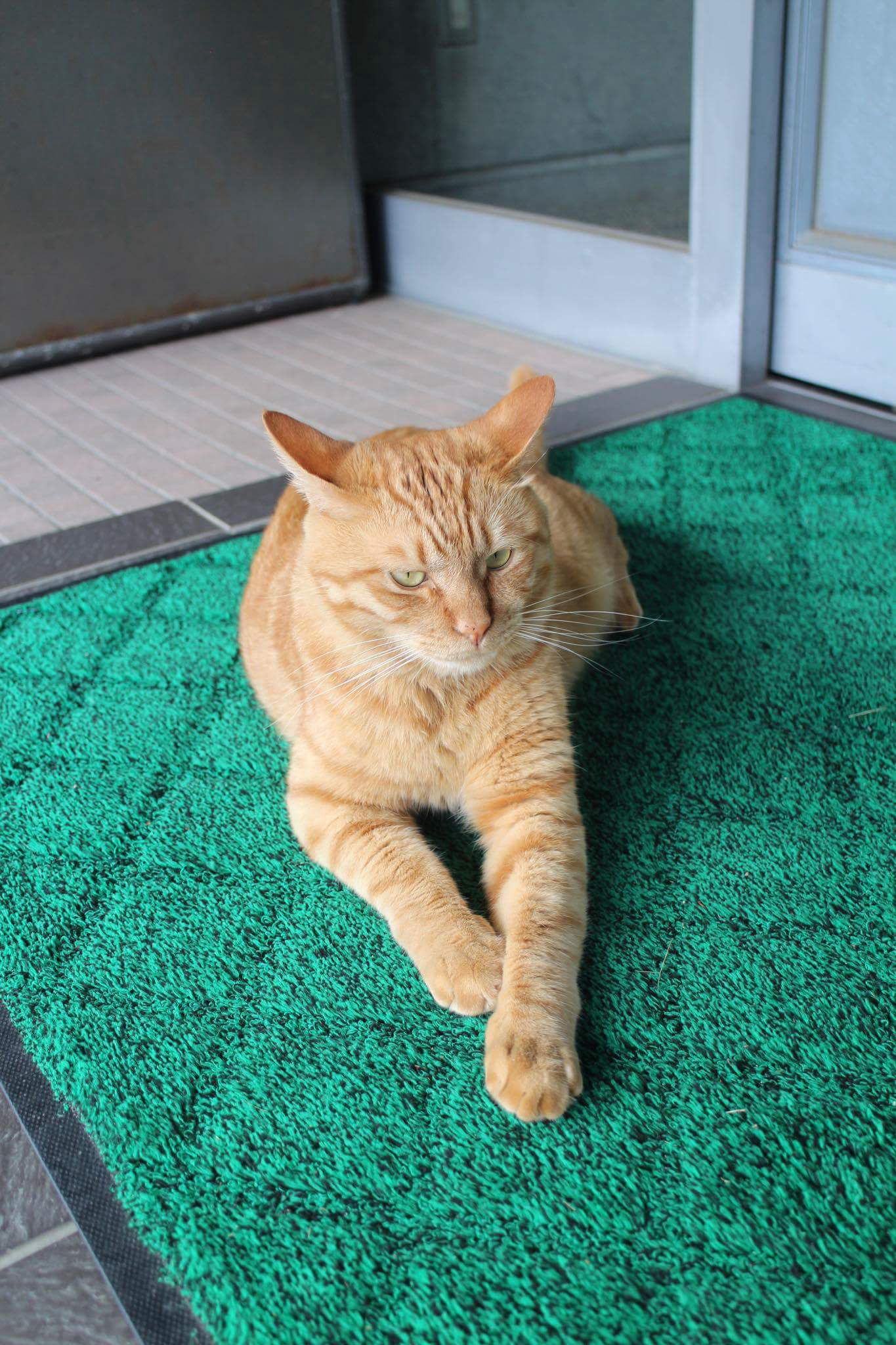
入り口にて
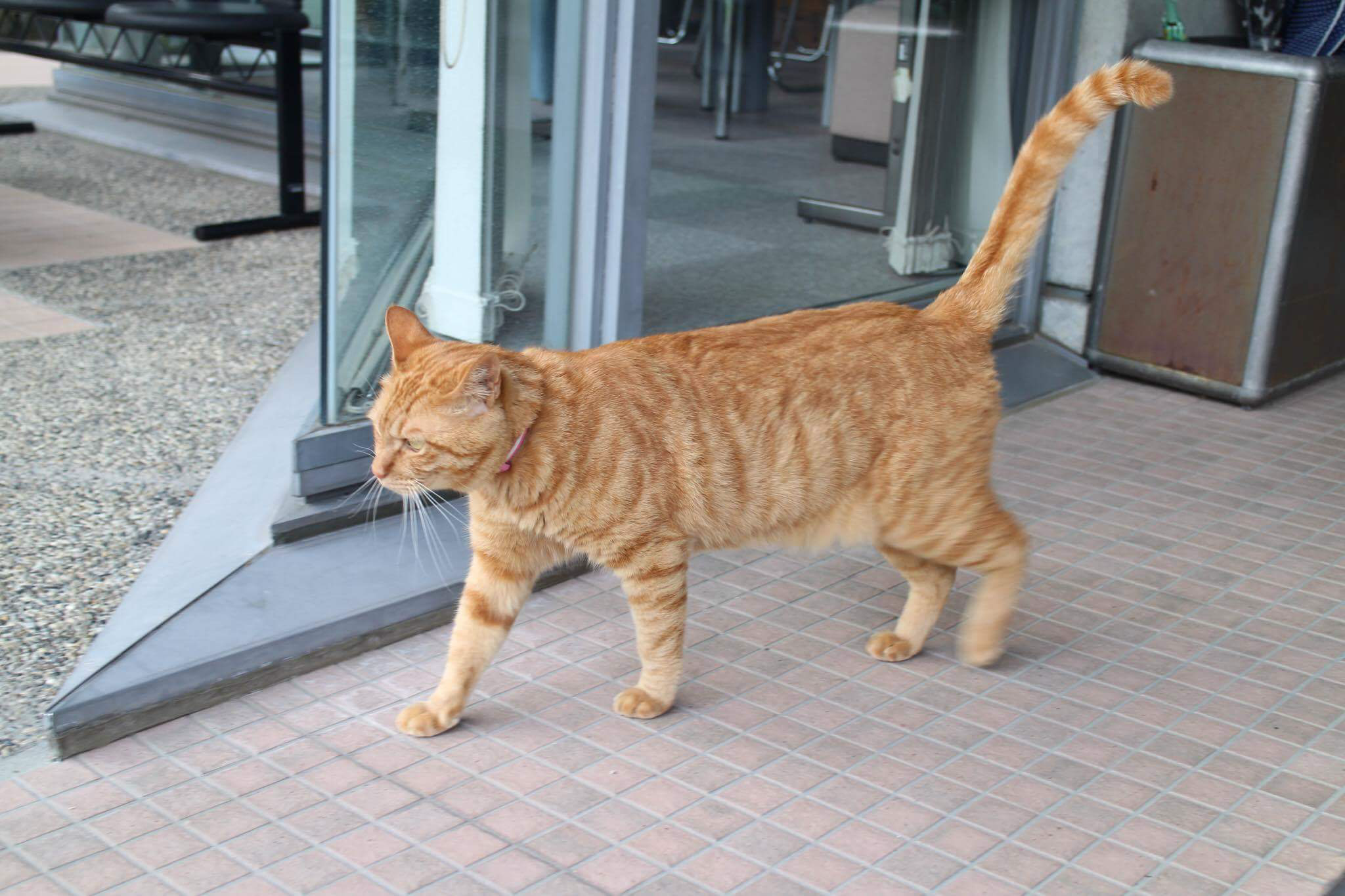
外出するムクニャン

## 主な取り組み
喬木村は「椋の里で未来を切り拓く心豊かな人づくり」を総合振興計画で掲げており、記念図書館および記念館では、椋を顕彰し椋に関する資料の収集をするだけでなく、彼の精神に則った図書館運営を心がけている。椋は児童文学者であったばかりでなく鹿児島県立図書館の館長を務めた実績もあり、その際に提唱した運動を記念図書館でも実施している。

### 母と子の20分間読書運動
この運動は椋が鹿児島県立図書館の館長時代に提唱したもので、椋の講演会を通して日本全国に広められた。記念図書館ではブックスタートの際に母親らにこの運動の趣旨である絵本の楽しさ・大切さや親子の絆の重要性を伝えた後に絵本をプレゼントし、読書を継続してもらえるように絵本や紙芝居の蔵書の充実を図っている。また、おはなしの部屋、絵本の会、お楽しみ会などの行事を通して、運動の趣旨を広めようとしている。

### 全村読書の日
椋鳩十の「むく」の語呂から6月9日、「はとじゅう」の語呂から8月10日の2日を「全村読書の日」と位置付け、両日はテレビを消して読書をしようと呼びかけている。ここから派生して、椋鳩十夕やけ祭（毎年11月下旬から12月上旬の間に開催）を含む10日間を「全村読書旬間」としている。
2009年（平成21年）8月10日の全村読書の日には、「こどもとしょかん祭り」という企画を行った。この企画では、午前中に図書館の本を使ってクイズに答え、正解することで「おにぎりの具」を獲得し、隣接する喬木村中央社会体育館でおにぎりを作って食べ、午後に「おはなし広場」を開催するというものであった。

### 椋鳩十賞 読書感想文コンクール
椋の文学作品の中から毎年「課題図書」を設定してその読書感想文を募集するコンクールである。2016年（平成28年）で29回を迎えた。当初は長野県内の小中学生を対象としていたが、2016年（平成28年）現在は、小学校1・2年生、小学校3・4年、小学校5・6年、中学校、一般の4部門を開催し、居住地には言及していない。賞は最高の「椋鳩十賞」、優秀賞、佳作の3つあり、佳作以外は各部門から1人ずつ賞が与えられる。椋鳩十夕やけ祭の際に表彰式が執り行われる。

### 村内の諸機関との連携
村内にある保育園・小学校・中学校と連携することで、記念図書館だけではできない取り組みが実現している。例えば、喬木村立喬木第一小学校のPTAが主催して、夜の図書館に親子が集まり、椋について学んだり椋の作品を朗読したりする「親子で椋文学に親しむ会」が開かれたことがある。
また公民館との連携では、椋の作品を絵で表現した「絵ばなし」を制作して村内で巡回公演を開催したり、村内放送でおはなしを流したりといった活動を実施した。

## 交通
記念図書館は天竜川をはさんで木曽山脈（中央アルプス）や恵那山を望む小高い丘の上に建つ。JR飯田線元善光寺駅から自動車で15分、または中央自動車道飯田ICから自動車で30分である。駐車場は共用のものが80台分ある。